# Las Ninyas del Corro
Las Ninyas del Corro (LNDC) és un duet català de música rap format per Laüra Bonsai (Sant Adrià del Besòs, 1996) i Felinna Vallejo (Bon Pastor, 1999) l'any 2015. El nom del grup prové de les rotllanes de freestyle que es formaven a Barcelona al darrere del MACBA i a Mundet, en què es van conèixer.
El rap de LNDC és contundent i combatiu amb beats i estètica pròpia del hip-hop de la vella escola de la dècada del 1990. La seva cançó «Salsa» va superar el milió de reproduccions a Youtube.

## Discografia
- SKIT 2020 (EP, 2021)
- Onna Bugeisha (2021)[5]
- Bitches in business (2024)[6]